# 1983 en rugby à XV
Cette page présente les faits marquants de l'année 1983 en rugby à XV : les principales compétitions et évènements liés au rugby à XV et rugby à sept ainsi que les décès de grandes personnalités de ces sports.

## Principales compétitions
- Currie Cup
- Championnat de France (du ?? ???? 1982 au 28 mai 1983)
- Championnat d'Italie (du ?? ???? 1982 au ?? mai 1983)
- Coupe d'Angleterre (du ?? ???? 1982 au ?? ???? 1983)
- Tournoi des Cinq Nations (du 15 janvier au 19 mars 1983)

## Événements

### Mars
- 19 mars : le XV de France et d'Irlande remportent le Tournoi des Cinq Nations avec trois victoires et une défaite chacun.

### Mai
- 28 mai : l'AS Béziers remporte le championnat de France de première division après avoir battu le RRC Nice en finale sur le score de 14 à 6. Béziers remporte son 7e titre en dix ans et continue la suprématie commencée pendant les années 1970. Le RRC Nice perd la finale pour sa première participation[1].
- ? mai : Bristol remporte la coupe d'Angleterre en battant les Leicester Tigers en finale sur le score de 28 à 22.
- ? mai : pour la 1re fois, Trévise remporte le championnat d'Italie sous les couleurs de Benetton et devient ainsi la 1re équipe à remporter trois titres avec trois sponsors différents[2].

### Novembre
- 12 novembre : la Roumanie remporte une rencontre historique contre le pays de Galles, 24-6 à Bucarest. Ce premier match entre ces deux équipes marqua à tel point l'équipe galloise, que des joueurs comme Rob Ackerman, alors titulaire avec le pays de Galles, décrivirent la Roumanie comme une équipe au-dessus des All Blacks, notamment dans leur dimension physique.

## Principales naissances
- 12 juin : Bryan Habana, ailier international sud-africain à 83 reprises, naît à Benoni.